# Ана Фишър
Ана Лий Тингъл Фишър (на английски: Anna Lee Tingle Fisher) е родена на 24 август 1949 г. в Ню Йорк, САЩ. Американски учен и астронавт на НАСА, участник в един космически полет.

## Образование
Ана Фишър е завършила колежа Сан Педро в Калифорния през 1967 г. През 1971 г. завършва Щатския университет на Калифорния в Лос Анджелис с бакалавърска степен по химия. През 1976 г. завършва медицина, а през 1987 г. защитава магистратура по химия и двете в същото висше учебно заведение.

## Служба в НАСА
Ана Фишър е избрана от НАСА на 16 януари 1978 г., Астронавтска група №8. Първото си назначение получава като CAPCOM офицер по време на мисия STS-9. Взема участие в един космически полет и има 192 часа в космоса. Предвидена е и за мисията STS-61H, но последната е отменена поради катастрофата с Чалънджър.

### Космически полети
| Космически полет на Ана Лий Тингъл Фишър                          | Космически полет на Ана Лий Тингъл Фишър | Космически полет на Ана Лий Тингъл Фишър | Космически полет на Ана Лий Тингъл Фишър | Космически полет на Ана Лий Тингъл Фишър | Космически полет на Ана Лий Тингъл Фишър | Космически полет на Ана Лий Тингъл Фишър |
| №                                                                 | Дата                                     | КК                                       | Емблема на мисията                       | Функции                                  | Продължителност                          |                                          |
| ----------------------------------------------------------------- | ---------------------------------------- | ---------------------------------------- | ---------------------------------------- | ---------------------------------------- | ---------------------------------------- | ---------------------------------------- |
| 1                                                                 | 8 ноември 1984                           | „Дискавъри“, STS-51A                     |                                          | Специалист на мисията                    | 7 денонощия 23 часа 44 мин. 56 сек.      |                                          |
| Сумарно време в космоса – 7 денонощия 23 часа 44 минути и 56 сек. |                                          |                                          |                                          |                                          |                                          |                                          |

## След НАСА
Ана Фишър напуска НАСА през 1988 г. и се посвещава на семейството си. Започва работа в спешното отделение на Градската болница в Лос Анджелис, Калифорния.

## Завръщане в НАСА
През юни 1997 г. А. Фишър се завръща в НАСА и започва работа като шеф по планирането на операциите. През юни 1999 г. е прехвърлена в Астронавтския офис като завеждащ отдел МКС. На тази длъжност е до 2002 год, мениджър на две програми: подбор на астронавтите и научни изследвания.

## Награди
- Медал на НАСА за изключителни постижения (1999 г.);
- Медал на НАСА за участие в космически полет (1984 г.);